# Liste der Bodendenkmäler in Eurasburg (Schwaben)
Auf dieser Seite sind die Bodendenkmäler in der schwäbischen Gemeinde Eurasburg zusammengestellt. Diese Tabelle ist eine Teilliste der Liste der Bodendenkmäler in Bayern. Grundlage ist die Bayerische Denkmalliste, die auf Basis des Bayerischen Denkmalschutzgesetzes vom 1. Oktober 1973 erstmals erstellt wurde und seither durch das Bayerische Landesamt für Denkmalpflege geführt wird. Die folgenden Angaben ersetzen nicht die rechtsverbindliche Auskunft der Denkmalschutzbehörde.

## Bodendenkmäler in Eurasburg
| Lage                       | Objekt | Akten-Nr.     | Bild                                          |
| -------------------------- | --- | ------------- | --------------------------------------------- |
| (Standort)                 | Grabenanlage vor- und frühgeschichtlicher oder mittelalterlicher Zeitstellung.                                    | D-7-7632-0006 |                                               |
| (Standort)                 | Grabenanlage vor- und frühgeschichtlicher oder mittelalterlicher Zeitstellung.                                    | D-7-7632-0007 |                                               |
| (Standort)                 | Töpferei und Ziegelei der späten römischen Kaiserzeit.                                                            | D-7-7632-0009 |                                               |
| (Standort)                 | Mittelalterlicher Burgstall.                                                                                      | D-7-7632-0017 |                                               |
| (Standort)                 | Mittelalterlicher Burgstall (Burgstall Eurasburg).                                                                | D-7-7632-0018 | weitere Bilder                                |
| (Standort)                 | Viereckschanze der jüngeren Latènezeit (Viereckschanze Burgadelzhausen).                                          | D-7-7632-0020 |                                               |
| (Standort)                 | Grabhügel vorgeschichtlicher Zeitstellung.                                                                        | D-7-7632-0022 |                                               |
| (Standort)                 | Grabhügel vorgeschichtlicher Zeitstellung.                                                                        | D-7-7632-0023 |                                               |
| (Standort)                 | Ringwall vor- und frühgeschichtlicher Zeitstellung (Ringwall im Eurasburger Forst).                               | D-7-7632-0095 |                                               |
| Am Kirchberg 12 (Standort) | Mittelalterliche und frühneuzeitliche Befunde im Bereich der katholischen Filialkirche Heilig Kreuz in Eurasburg. | D-7-7632-0128 | Mittelalterliche und frühneuzeitliche Befunde |
| (Standort)                 | Grabhügel vorgeschichtlicher Zeitstellung.                                                                        | D-7-7632-0129 |                                               |
| (Standort)                 | Grabhügel vorgeschichtlicher Zeitstellung.                                                                        | D-7-7632-0130 |                                               |
| (Standort)                 | Grabenanlage vor- und frühgeschichtlicher Zeitstellung.                                                           | D-7-7632-0199 |                                               |